# Ortuk
Ortuk ibn Ekseb (Artuk, Urtuk) fou un cap de la tribu de turcmans dels döger, ancestre de la dinastia ortúkida.
Com a mercenari va combatre a favor i en contra de l'emperador romà d'Orient Miquel VII Ducas vers 1073; després va entrar al servei de Malik Shah, el sultà seljúcida, pel que fou enviat a la provincia de Bahrayn (Al-Hasa) on va sotmetre als càrmates; el 1079 fou nomenat lloctinent de Tútuix, el germà de Malik Shah, encarregat de la conquesta de Síria. El 1084 fou nomenat lloctinent d'Ibn Djahir encarregat de la conquesta del Diyar Bakr; a aquesta regió va entrar secretament en contacte amb Muslim el príncep de Mossul i Alep, enemic de Malik Shah. El 1085 fou enviat al Khurasan per lluitar contra Tökush, germà de Malik Shah que s'havia revoltat i tot seguit va rebre un petit feu (ikta) al Kurdistan del sud, Halwan.
La mort de Muslim el va obligar a entrar altre cop al servei de Tútuix, ara sultà Tútuix I de Damasc, que li va concedir el govern de Palestina el 1086 que va exercir amb capital a Jerusalem.
Va morir vers el 1091.